# Timeline (Ayreon)
Timeline è la seconda raccolta del gruppo musicale olandese Ayreon, pubblicato nel novembre 2008 dalla Inside Out Music.

## Tracce

### CD 1
1. Prologue – 3:17
2. The Awareness – 6:36
3. Eyes of Time – 5:05
4. The Accusation (Acoustic Version Taken from the Special Edition) – 3:43
5. Sail Away to Avalon (Single Version) – 3:40
6. Listen to the Waves – 4:40
7. Actual Fantasy – 1:31
8. Abbey of Synn – 9:25
9. Computer Eyes – 7:17
10. Back on Planet Earth – 7:04
11. Isis and Osiris – 11:09
12. Amazing Flight – 10:21

### CD 2
1. The Garden of Emotions – 9:40
2. The Castle Hall – 5:48
3. The Mirror Maze – 6:23
4. The Two Gates – 6:23
5. The Shooting Company of Captain Frans B Cocq – 7:42
6. Dawn of a Million Souls – 7:44
7. And the Druids Turned to Stone – 6:32
8. Into the Black Hole – 10:17
9. The First Man on Earth – 6:54
10. Day Two: Isolation – 8:46

### CD 3
1. Day Three: Pain – 4:53
2. Day Six: Childhood – 5:04
3. Day Twelve: Trauma – 9:23
4. Day Sixteen: Loser – 4:47
5. Day Seventeen: Accident? – 5:41
6. Age of Shadows (Edit) – 5:39
7. Ride the Comet – 3:39
8. The Fifth Extinction – 10:27
9. Waking Dreams – 6:23
10. The Sixth Extinction – 12:16
11. Epilogue: The Memory Remains – 9:16